# Gaddebuvanahalli, Nagamangala
Gaddebuvanahalli là một làng thuộc tehsil Nagamangala, huyện Mandya, bang Karnataka, Ấn Độ.